# Гуреля Максим Володимирович
Максим Володимирович Гуреля (1986—2023) — солдат Збройних Сил України, учасник російсько-української війни, який загинув під час російського вторгнення в Україну.

## Життєпис
Народився у м. Черкаси 1986 року. Навчався в Черкаській спеціалізованій щколі № 33 імені Василя Симоненка. Після її закінчення вступив до ННІ фізичної культури, спорту і здоров'я Черкаського національного університету імені Богдана Хмельницького.
Працював на Черкаській станції швидкої медичної допомоги.
Займався футболом — грав у юнацькому складі команд «Дніпро-2», «Хімік» та збірній Черкаського національного університету ім. Б. Хмельницького; згодом — продовжував грати в любительських командах з мініфутболу.
Під час російського вторгнення в Україну в 2022 році був призваний по мобілізації 18 липня. Служив номером обслуги гранатометного відділення взводу вогневої підтримкиу 80-тій окремій десантно-штурмовій бригаді.
У середині січня 2023 року у складі свого підрозділу проходив військову службу поблизу м. Сватове Луганської області. Під час виконання бойового завдання отримав поранення та був госпіталізований до одного із лікувальних закладів м. Дніпра. Попри проведення декількох операцій, пішов із життя 23 січня 2023 року. Йому було 36 років.
Похований у м. Черкаси 26 січня 2023 року. Залишилась дружина та двоє дітей.

## Нагороди
- орден «За мужність» III ступеня (8.03.2023) (посмертно) — за особисту мужність і самовіддані дії, виявлені у захисті державного суверенітету та територіальної цілісності України, зразкове виконання військового обов'язку.[6]